# Xã Sandywoods, Quận Scott, Missouri
Xã Sandywoods (tiếng Anh: Sandywoods Township) là một xã thuộc quận Scott, tiểu bang Missouri, Hoa Kỳ. Năm 2010, dân số của xã này là 2.353 người.